# O Compadre de Ogum
O compadre de Ogum, publicado em 1964,[carece de fontes?] foi escrito por Jorge Amado. Faz parte da obra Os Pastores da Noite.
O livro trata da dificuldade do negro Massu em escolher um padrinho para o batizado de seu filho. O entrelaçamento entre o cristianismo e o candomblé é muito presente no livro. Esse tema é tratado por Jorge Amado em muitos de suas obras.

## Enredo
A prostituta entrega um bebê para Massu clamando que é seu filho. A criança não tinha sido batizada e Veveva insistiu que isso acontecesse. Massu decicdiu facilmente quem seria a madrinha, Tibéria, mas teve mais dificuldade para escolher o padrinho, já que Massu é uma figura muito querida e popular na região do Pelourinho. No final, o orixá Ogum acaba por ser padrinho da criança, porém ocorrem empecilhos para que a divindade compareça no evento.

## Personagens
- Massu: Personagem principal da história. Trabalhador braçal, pai do filho de Benedita e neto de Veveva. Era muito popular na comunidade do Pelourinho.
- Veveva: Avó centenária de Massu que mora com ele. Ela insistiu que Felício, filho de Massu, fosse batizado.
- Benedita: Prostituta que é mãe de Felício, filho de Massu.
- Felício: Filho de Massu e da prostituta Benedita.
- Tibéria: Cafetina que é madrinha de Felício.
- Ogum: Orixá - divindade africana - que é padrinho de Felício.